# Desplazamiento químico
El desplazamiento químico describe la dependencia de los niveles de energía magnética del núcleo atómico con el ambiente electrónico de la molécula. El núcleo de un átomo puede poseer un momento magnético (espín nuclear), el que entrega diferentes niveles de energía. El desplazamiento químico se genera cuando una variación en los niveles de energía es producida por algún campo magnético exterior. El campo magnético total sentido por un núcleo es la superposición del campo exterior y del campo local inducido por el movimiento de los electrones en los orbitales moleculares (por otra parte, los electrones poseen un momento magnético propio).
La distribución de los electrones para un mismo tipo de núcleo (i.e. 1H, 13C, 15N…) varía según la geometría local (átomos ligados, longitudes y ángulos de enlace) y con el campo magnético local de cada núcleo. Esto trae un impacto sobre los niveles de energía (y las frecuencias de resonancia). Las variaciones de las frecuencias de resonancia magnética nuclear de un mismo tipo de núcleo, a causa de las variaciones de distribuciones electrónicas, son llamadas “desplazamientos químicos”.
El desplazamiento químico está dado con respecto a una frecuencia de referencia o a una muestra de referencia, comúnmente una molécula con una distribución electrónica poco deformada. En imagen por resonancia magnética (MRI) se utiliza el agua.
El desplazamiento químico tiene una gran importancia en espectroscopia de resonancia magnética nuclear (RMN) y en imagen por resonancia magnética (MRI).

## Frecuencia de trabajo
La frecuencia de trabajo {\displaystyle \omega _{0}} de un imán está dada por la fórmula de Larmor:
{\displaystyle \omega _{0}=\gamma B_{0}\,\!}
Donde {\displaystyle B_{0}} es la intensidad del campo magnético en teslas o en gauss, y {\displaystyle \gamma } es la razón giromagnética del núcleo examinado. Esta razón se calcula a partir del momento magnético {\displaystyle \mu } y del espín I con el magnetón nuclear {\displaystyle \mu _{n}} y de la constante de Planck {\displaystyle h}:
{\displaystyle \gamma ={\frac {\mu \mu _{N}}{hI}}\,\!}
Siendo así, que por ejemplo, la frecuencia de trabajo en RMN 1H para un campo de 1 T se calcula como:
{\displaystyle \omega _{0}=\gamma \cdot B_{0}={\frac {2.79\cdot 5.05\cdot 10^{-27}\ J/T}{6.62\cdot 10^{-34}\ Js\cdot (1/2)}}\cdot 1\ T=42.5\ MHz\,\!}

## Sustancia de referencia
El desplazamiento químico {\displaystyle \delta } se expresa habitualmente en partes por millón (ppm) y se calcula de la siguiente manera:
{\displaystyle \delta ={\frac {\nu -\nu _{ref}}{\nu _{trabajo}}}}
Donde {\displaystyle \nu } es la frecuencia de resonancia del núcleo examinado, {\displaystyle \nu _{ref}} es la frecuencia del núcleo de referencia y {\displaystyle \nu _{trabajo}} es la frecuencia de trabajo.

Podemos apreciar que tendremos una mejor resolución espectral al aumentar el campo magnético principal {\displaystyle B_{0}}.

## Factores que influyen en el desplazamiento químico
Los principales factores que afectan al desplazamiento químico son:
1.	El efecto inductivo.
En química, el efecto inductivo es un efecto experimentalmente observable en la transmisión de la carga a través de una cadena de átomos en una molécula por inducción electrostática (principalmente, definición de la IUPAC) o por la presencia de un medio polar (e. i. dinámico). El efecto polar neto ejercido por un sustituyente es una combinación de este efecto inductivo y el efecto mesomérico.
2.	La anisotropía magnética de los enlaces químicos.
Los protones próximos a dobles enlaces y anillos aromáticos están especialmente desapantallados debido al campo magnético inducido por las corrientes electrónicas de estos sistemas. El campo inducido se suma al aplicado, produciendo un desplazamiento superior al esperado.
3.	La repulsiones de Van der Waals.
Estas interacciones ocurren cuando las moléculas están muy próximas. Todas las fuerzas de van der Waals son cohesivas y varían con respecto a la distancia como 1/r6. Las fuerzas de van der Waals son consideradas como la explicación molecular para las energías cohesivas de los líquidos y son semejantes en magnitud a las entalpías de vaporización de muchos líquidos, su valor aproximado es de -41.84 kJ mol-1. Estas interacciones son dominantes en reacciones en donde la proximidad es importante y se clasifican en:
Interacciones dipolo-dipolo: ocurren cuando moléculas con dipolos permanentes interactúan, los dipolos deben orientarse y son muy sensibles a la orientación, distancia y temperatura. Los dipolos permanentes pueden inducir µ en una molécula neutra semejante a lo que sucede en las interacciones ion-dipolo.
Las interacciones dipolo-dipolo inducido, dependen de la polarizabilidad de la molécula neutra. Dipolo instantáneo,  µ es una medida dependiente del tiempo, por ello es capaz de inducir una interacción dipolo inducido-dipolo inducido. A estas fuerzas se les denominan fuerzas de London o de dispersión,  estas fuerzas son importantes en moléculas con una elevada proximidad y decaen rápidamente con la distancia.
4.	La existencia de enlaces de hidrógeno.
Enlace por puente de hidrógeno: Es una atracción que existe entre un átomo de hidrógeno (carga positiva) con un átomo pequeño muy electronegativo, como flúor (F), oxígeno (O) o nitrógeno (N) ( F-H, O-H, N-H ), que posee un par de electrones libres (carga negativa), de ahí el nombre de "enlace de hidrógeno", que no debe confundirse con un enlace covalente a átomos de hidrógeno). Un puente de hidrógeno es en realidad una atracción dipolo-dipolo entre moléculas que contienen esos tres tipos de uniones polares.
5.	La utilización de reactivos de desplazamiento.
Como es sabido, la aplicación directa de la espectroscopia de rmn sobre una mezcla de enantiómeros no permite resolver cada uno de ellos, dado que esto solo es posible mediante la intermediación de un “agente” quiral que los diferencie. Sin embargo, la espectroscopia de resonancia magnética nuclear es una técnica ampliamente utilizada para la determinación de la pureza enantiomérica.
- Datos: Q899127